# NGC 5408
NGC 5408 è una galassia irregolare di tipo magellanico (IB(s)m) situata nella costellazione del Centauro alla distanza di 24 milioni di anni luce dalla Terra.
Si trova ai margini del sottogruppo di M83 e quindi non è certa la sua appartenenza al Gruppo di Centaurus A/M83 (o Gruppo di NGC 5128).
La galassia, studiata anche con l'utilizzo del Telescopio spaziale XMM-Newton, si è rivelata essere una potente sorgente ultra-luminosa di raggi X catalogata come NGC 5408 X-1 e collegata alla presenza di un buco nero di massa intermedia.